# Мовленнєва ситуація
Мовленнєва ситуація — сукупність чинників, що впливають на особливості мовленнєвої поведінки комунікантів; конкретні обставини, за яких відбувається спілкування.

## Фактори поняття
Мовленнєва ситуація — не лише сукупність зовнішніх обставин, а й предмет обговорення, внутрішні переживання комунікантів тощо. Тож до поняття належать ще й такі фактори:
- стосунки між співрозмовниками;
- їхні наміри;
- безпосередня реалізація самого акту спілкування, під час якого можуть виникнути нові стимули для говоріння.

## Елементи мовленнєвої ситуації
Спілкування можливе за наявності суб'єктів (адресанта й адресата), мети та теми мовленнєвої діяльності.
Отже, елементами мовленнєвої ситуації є:
- адресант (ініціатор діалогу, мовець; визначає тон, темп і тематику розмови, спрямовує бесіду й регулює її часові рамки);
- адресат (слухач, аудиторія);
- предмет мовлення;
- умови спілкування.

Елементи мовної ситуації 
Кількість учасників-мовець (адресант)-один слухач, мала група, широка аудиторія.